# Bouddhisme Ari
Le bouddhisme ari ou Ari Gaing (birman : အရည်းဂိုဏ်း, əjí ɡáiɴ) est le nom donné aux pratiques religieuses communes de Birmanie avant la montée du Anawrahta et la conversion conséquente de Bagan au bouddhime theravada au XIe siècle. Il a été introduit au VIIe siècle, probablement via les contacts commerciaux avec l'Inde ou le Tibet.

## Histoire
Les pratiques de l'Ari ont été grandement catégorisées comme des formes tantriques du bouddhisme, combinant des éléments du bouddhisme, de la croyance nat, la religion nāga indigène et l'hindouisme. Certains universitaires pensent que cette pratique est liée aux pratiques religieuses bouddhistes du Vajrayana de Nanzhao et au royaume de Dali qui s'est ensuivi, correspondant aujourd'hui à la province du Yunnan de Chine. D'autres historiens comme Than Tun mettent en avant que les Aris étaient des moines habitant dans les forêts qui ont simplement modifié les pratiques monastiques des relations sexuelles des bhikkhus du Theravada, en particulier aux égards de l'adhésion au Vinaya, comme ils étaient beaucoup moins orthodoxes, ont permis de consommer de l'alcool, d'engager des relations sexuelles, et de manger l'après-midi. Bien que sa conversion au bouddhisme theravada en raison des efforts du bhikkhu du peuple Mon, nommé Shin Arahan, Anawrah continue de supporter des pratiques cultuelles du bouddhisme mahayana  et d'imprimer des pièces en Sanskrit plutôt qu'en Pali.